# Hartford Baptist Church

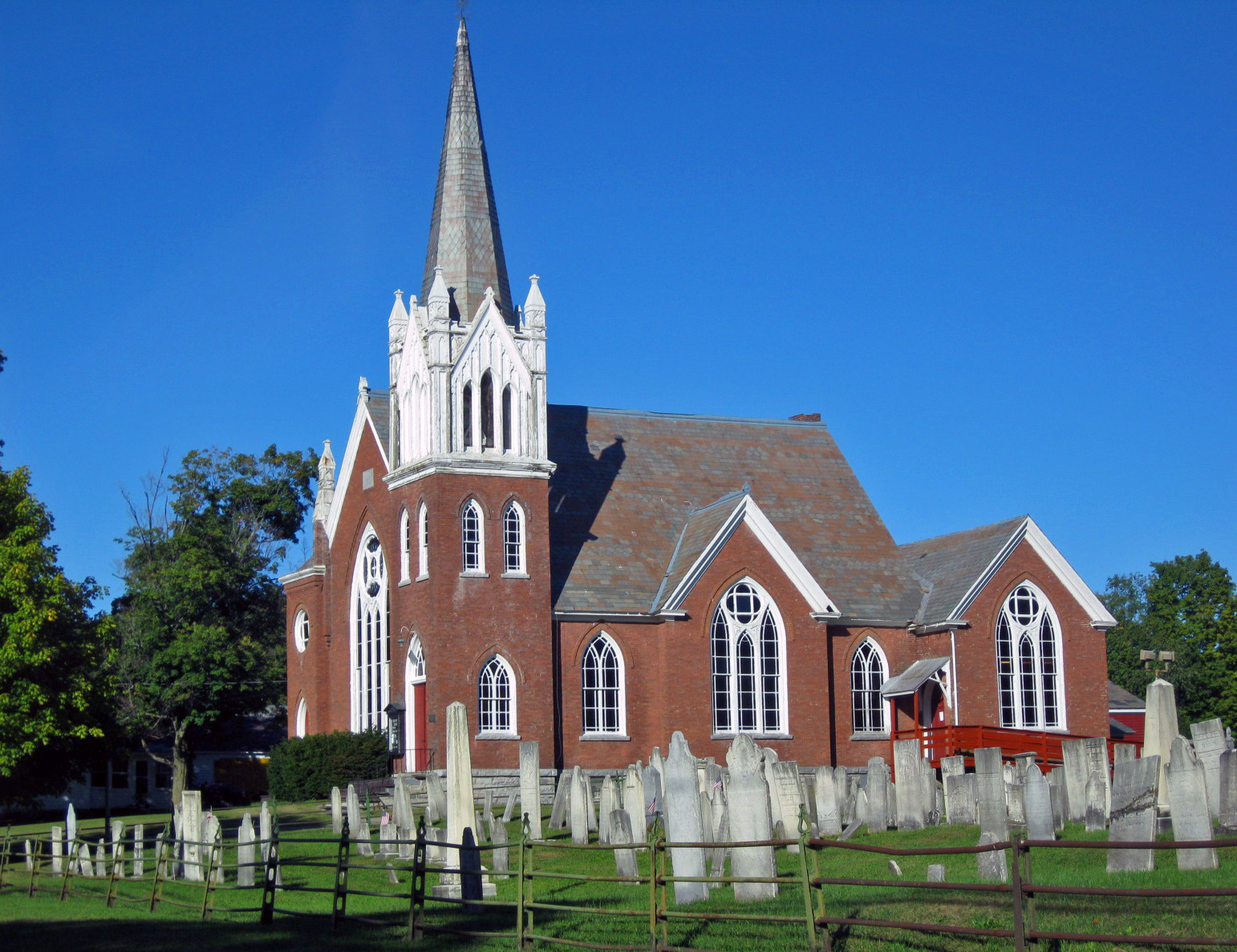
Westseite und Südprofil mit dem Friedhof (2009)

Die Hartford Baptist Church ist eine aus Backsteinen gebaute Kirche mit einem hohen hölzernen Kirchturm. Sie befindet sich an der Main Street, (Washington County Route 23) in Hartford in New York, Vereinigte Staaten. Sie wurde am Ende des 19. Jahrhunderts an derselben Stelle errichtet, wie die ursprünglich 1789 errichtete Kirche der Gemeinde und ist damit deren vierter Kirchenbau auf dem von DeWitt Clinton zur Verfügung gestellten Grundstück. Sie wurde von dem Benjamin Price aus Philadelphia entworfen und ist die einzige Kirche im Stil des Victorian Gothic in der Stadt und eine der wenigen im County. An die Kirche grenzt ein Friedhof an, dessen Gräber die Zeitspanne von fast zwei Jahrhunderten umspannen, einschließlich der Gräber der frühen Siedler Hartfords und einiger Veteranen des Amerikanischen Unabhängigkeitskrieges.
Die Gemeindemitglieder waren im 19. Jahrhundert in einige soziale Konflikte involviert. Sie verabschiedeten in den 1820er und 1830er Jahren einige Anti-Freemasonry-Resolutionen, rekrutierten aus flammendem Abolitionismus heraus im Sezessionskrieg Soldaten für die Unionsarmee und mussten später wegen ihres Eintretens für die Abstinenzbewegung und für lokale Prohibitionsgesetze hinnehmen, dass ihre dritte Kirche in Brand gesteckt wurde. Im Jahr 2004 wurden die Kirche und der Friedhof in das National Register of Historic Places aufgenommen.

## Anwesen
Die Kirche und der Friedhof befinden sich auf einem 1,58 Hektar großen Grundstück auf der Ostseite der Main Street am nördlichen Ende des Zentrums von Hartford. Eine kurze Baumreihe trennt das Gelände von den Häusern nördlich davon. Auf der anderen Straßenseite erhebt sich der 157 m hohe Christian Hill. Das Grundstück, auf dem sich Kirche und Friedhof befinden, fällt nach Osten hin sanft ab. Der Friedhof befindet sich südlich und östlich des Kirchengebäudes, nördlich und westlich befinden sich die verbliebenen Reste einer früheren, größeren Kirche an der Stätte.

### Kirche
Zwei sich kreuzende giebelständige Flügel bilden den Hauptteil des Kirchengebäudes. Das Fundament ist erhöht und besteht aus Bruchsteinen und Dolerit und sitzt auf teilweise sichtbaren Fels (Tonschiefer). Die aus Backsteinen gemauerten Mauerwerkfassaden reichen bis zum Dach, das aus in Granville gebrochenem Schiefer gedeckt ist und am First 15 m hoch ist. Zwei Glockentürme erheben sich auf beiden Seiten der auf der Westseite gelegenen Frontfassade, der höhere davon misst 26 m und trägt eine Wetterfahne sowie eine 412 kg schwere Meneely-Glocke. An allen Seiten befinden sich Lanzettfenster, bei denen Maßwerk und Blendmaßwerk kombiniert wurden.
Die Eingänge in den Türmen führen zu Vestibülen, während der Haupteingang zu einem Raum dazwischen führt. Das Heiligtum misst 10 m mal 45 m und das originale Kirchengestühl aus Weiß-Eiche mit Verzierungen aus Holz von Amerikanischen Traubenkirschen ist nach Norden statt nach Osten gerichtet und spiegelt den Einfluss der Tradition von kirchlichen Versammlungsräumen Neuenglands wider. Diese Sitzplätze sind in einem Halbkreis angeordnet. Der Fußboden steigt vom Altarraum aus um 2,5 cm pro 60 cm an, sodass die letzte Reihe etwa 45 cm höher liegt als der Altarraum. Die Kirchenbänke sind an sechs Zentimeter starken Dielen aus Ahorn befestigt, die in Nut-und-Feder-Technik zusammengefügt sind und direkt auf die Fußbodentragebalken genagelt sind.
Im ganzen folgt die Holzinnenausstattung dem Eastlake Style. Der Altarraum entspricht jedoch eher der Neorenaissance. Er ist in Walnussholz ausgeführt, mit Walnuss-Wurzelholz-Furnier auf den erhöhten Bogentafeln und einer gezähnten Formleiste am oberen Abschluss. Der Altarraum befindet sich auf einer 80 cm hohen Plattform, die aus einem sieben Meter hohen Bogen von der Wand dahinter hervortritt und von einer Balustrade begrenzt wird. Das Taufbecken befindet sich dahinter und wird durch eine große Rolltüre abgetrennt. Der Fußboden besteht aus breiten durch Nut und Federn verbundenen Bohlen aus Kiefernholz mit einem einfachen Baluster. Die aus Backstein gemauerte Zisterne in der Taufkapelle reicht bis zum Boden des Kellers.
Die Wände sind aus Zement, Fensterrahmen und Füllungen sind aus Kiefernholz, bei den Türen wurde Zypressenholz verwendet. Die Wände führen hinauf zur 8,8 m hohen Decke mit heimischer Fichtenholz-Vertäfelung. Die Decke wird von vier Fachwerkträgern gestützt.
Der rückwärtige Flügel war ursprünglich nur ein Studierzimmer, wurde aber später in Küche und Versammlungsraum umgebaut. Er ist mit dem Kircheninneren durch eine Doppelschwingtüre verbunden. Unter einem Torbogen an der Rückseite wurde eine Rampe für Rollstuhlfahrer eingebaut.

### Friedhof
Das früheste dokumentierte Begräbnis auf dem Friedhof war 1792 das von Abraham Downs, einem der ersten Besiedler in dem Gebiet. Der Text der Stiftungsurkunde für die Kirche bezieht sich darauf, dass es sich bei dem Gelände um einen Friedhof handelte, was auf die Möglichkeit schließen lässt, dass hier bereits früher Gräber befunden haben. Zu anderen nennenswerte Begräbnissen aus der Anfangszeiten zählen die von 19 Männern, die im Amerikanischen Unabhängigkeitskrieg gekämpft hatten, darunter Col. John Buck, dem ersten europäischen Bewohner von Hartford. Er diente als Teenager drei Jahre unter George Washington und war an den Schlachten von Bunker Hill und Groton Heights genauso beteiligt wie er den schwierigen Winter in Valley Forge überlebte. Im Alter von 83 wurde ihm die Ehre zuteil, die Inschrift des Denkmals bei Concord, Massachusetts zu enthüllen. Auch unter den Veteranen aus dem Unabhängigkeitskrieg befindet sich das Grab von Reverend Amasa Brown, dem ersten Pastor, der in der Kirche Dienst tat.
Das letzte Begräbnis auf dem Friedhof fand 1989 statt, danach wurde der Friedhof für weitere Begräbnisse geschlossen. Außer den Veteranen aus dem Unabhängigkeitskrieg liegen hier auch Teilnehmer im Franzosen- und Indianerkrieg, im Sezessionskrieg, sowie der beiden Weltkriege.
Die Ende des 18. und Anfang des 19. Jahrhunderts aufgestellten Grabsteine zeugen von der Transition der Friedhofskunst von der von frühen Bewohnern aus Neuengland gebrachten Form hin zu einer örtlichen Variante. Der Friedhof verfügt auch über ein ungewöhnliches Hügelgrab, das zu Ehren der Sezessionskriegsveteranen errichtet wurde und selten, wenn nicht gar sogar einzigartig für das Gebiet ist. Er wurde am Tag vor dem Memorial Day 1879 errichtet, als die Stadtbewohner feststellten, dass andere Gemeinde aufwendige Monumente zur Erinnerung an ihre Gefallenen und Veteranen errichteten. Hartford fehlte jedoch das Geld für ein steinernes Denkmal und so errichtete man den Grabhügel innerhalb eines Tages.

## Geschichte
Im Laufe der Geschichte gab es an der Stelle vier Kirchen und zwei Wechsel. Im 19. Jahrhundert war die Kirche in einige wichtige nationale Belange verwickelt, darunter in die Debatte um die Sklaverei in den Vereinigten Staaten, die schließlich im Sezessionskrieg ihren Höhepunkt fand.

### 1787–1850
Die Kirchengemeinde wurde 1787 als Westfield Baptist Society gegründet. Westfield war eine der ursprünglichen Towns in New York und umfasste sowohl das heutige Hartford als auch das benachbarte Fort Ann (der Name Westfield bezeichnet heute jedoch die Town of Westfield im Chautauqua County). Nach dem Ende des Unabhängigkeitskrieges setzte sich die Besiedlung der Region fort, weil das Ende der Franzosen- und Indianerkriege die sichere Rückkehr der Siedler ermöglichte. Viele der Siedler kamen aus dem zentralen Connecticut, was zu dem Namen der Stadt nach dessen Hauptstadt führte.
Diese Siedler brachten den Glauben der Baptisten und Kongregationalisten mit sich. Ein Farmhaus in der Nähe der heutigen Kirche diente zur Durchführung der Gottesdienste in der Anfangszeit. Zwei Jahre später, 1789, wurde die erste Kirche als Blockhaus gebaut. Sie trug den Namen First Church of Westfield und befand sich direkt südlich der heutigen Kirche. Als 1793 die Town of Hartford geschaffen wurde, änderte die Kirche ihren Namen.
Unter den ersten Siedlern war auch David Austin, ein für DeWitt Clinton tätiger Grundstücksverwalter. Clinton hatte mehrere große Stücke Land in dem Gebiet gekauft. Nach seiner Wahl in den Senat von New York stiftete Clinton 1798 der Gemeinde zwei Acre (8000 m²) Land gegen die Zahlung von einem Penny. Die Stiftungsurkunde bezieht sich auf die Kirche und den Friedhof, woraus zu schließen ist, dass die Kirche das Land damals schon zu diesem Zweck nutzte. In das Grundbuch im Courthouse des Washington Countys in Hudson Falls wurde diese Stiftung erst 1932 eingetragen.
Die Stiftungsurkunden nennt den Pastor der Kirche, Amasa Brown. Unter seiner Leitung der Gemeinde verdreifachte sich die Zahl der Mitglieder bis 1806 nahezu. Aufgrund dieses Wachstums der Gemeinde wurde 1805 ein neuer Kirchenbau notwendig. Brown war ein Veteran des Unabhängigkeitskrieges. Er war im Krieg von 1812 auch der Militärkaplan des örtlichen Regimentes, als es im Norden New Yorks im Einsatz war. Nach seiner Rückkehr überwachte er 1815/1816 den Bau der neuen Kirche, die Platz für 700 Gläubige bot. Sechs Jahre später wurde das Wachstum der Kirchengemeinde langsamer und aufgrund von grundsätzlichen Meinungsverschiedenheiten wurde ihm 1821 gekündigt. Als er 1830 starb, fand er dennoch sein Grab im Kirchhof der Kirche, an deren Aufbau er beteiligt war.
In dem folgenden Jahrzehnt führten Meinungsdifferenzen über damalige soziale Belange zu Rissen in der Gemeinde. Die Mitglieder verabschiedeten drei wortstarke Entschließungen gegen Freimaurer. Allerdings waren einige der prominentesten Mitglieder der Gemeinde selbst Freimaurer, darunter der Pastor. In demselben Jahr, in dem Brown starb, traten 80 Gemeindemitglieder aus der Gemeinde aus und begannen eine zweite Kirchengemeinde aufzubauen. Sie bauten 1833 ein neues Kirchengebäude.
Die beiden Gemeindepastoren vereinigten zehn Jahre später ihre Gemeinden wieder. Die zweite Kirche, die direkt gegenüber dem Friedhof erbaut worden war, wurde 1844 an die Methodist Episcopal Church verkauft und dient bis heute als Versammlungsgebäude dieser Glaubensvereinigung. Die wiedervereinte Kirche, die heute mit anderen Pfarrgemeinden im County zu Washington Union Baptist Association vereinigt ist, fand rasch andere streitbare Themen. 1850 beschloss die Gemeinde, dass kein Pfarrer Sklaven besitzen dürfe und erklärte, dass Sklavenhalter am Abendmahlstisch unerwünscht seien.

### 1850 bis heute
Als ein Jahrzehnt später der Sezessionskrieg ausbrach, unterstützte die Kirchengemeinde die Union. Abolitionistische Kundgebungen in der Kirche veranlassten teilnehmende junge Männer, die Straße zu überqueren und sich in dem Haus von Elisha Straight in die Streitkräfte einzuschreiben. Nach vier solchen Kundgebungen hatten sich 65 Männer verpflichtet, mehr als die Quote betrug, zu der die Stadt verpflichtet war. Sie hielten in der Kirche ihre Abschiedsreden, marschierten zu der Grünfläche, wo sich heute das Kriegerdenkmal befindet, und wanderten nach einer letzten Segnung nach Salem, um den Zug nach Washington zu besteigen, wo sie gemeinsam mit jungen Männern aus der benachbarten Town of Hebron die Kompanie E des 123. New York Regiment bildeten.
Nach dem Sezessionskrieg entschied sich die Gemeinde 1870 erneut zu einer Erweiterung der Kirche. Der Keller wurde gegraben und der Raum wurde vergrößert, sodass tausend Personen in der Kirche Platz fanden. Ein Streit über das neue Baptisterium führte zu einer neuen Spaltung der Gemeinde. Diese Spaltung dauerte jedoch nicht solange an wie die von 1830 bis 1843 und führte nicht zur formalen Gründung einer neuen Kirche.
Zwist zwischen den Gemeindemitgliedern setzte sich auch am Ende des 19. Jahrhunderts fort, als die Abstinenzbewegung soziales und politisches Momentum gewann. Diese Bewegung war insbesondere im Zentrum des Washington Countys stark, wo die Prohibition Party anfing, regelmäßig Kandidaten für die New York State Legislature aufzustellen. 1887 waren örtliche Antialkoholiker erfolgreich, als es ihnen gelang, Hartford und andere Ortschaften zu dry towns zu machen. Einige der weiblichen Gemeindemitglieder gründeten unmittelbar darauf das örtliche Chapter der Woman’s Christian Temperance Union. Die Gemeinde selbst blieb in dieser Frage zerstritten. An einem Sonntagmorgen im Frühling des Jahres 1890 brannte das Kirchengebäude kurz vor dem Gottesdienst bis auf die Grundmauern nieder. Eine Lokalzeitung, der Granville Sentinel, berichtete, dass das Feuer gelegt wurde, weil jemand verärgert über kurz zuvor erfolgte Verurteilungen von nicht lizenzierten Schnapsverkäufern war.
Der Altar, die Kirchenaufzeichnung und ein Teil der Möblierung konnten gerettet werden, doch das Gebäude war nicht feuerversichert und die Kosten des Wiederaufbaus waren enorm. Die ganze Gemeinde Hartford beteiligte sich an der Sammlung des notwendigen Geldes. Der Geschäftsmann William Rowe aus Troy, der aus Hartford stammte, trug generös zu den Baukosten bei und veranlasste andere aus der Region, die im Süden ihr Geld gemacht hatten, sich ebenfalls zu beteiligen. Er ist vermutlich verantwortlich dafür, dass Benjamin Price, der ein florierendes Versandunternehmen betrieb, sich engagierte.
Die Spendenkampagne war so erfolgreich, dass die gesamten Baukosten von $9.000 ($277.000 in heutigen Dollar) zum Zeitpunkt der Fertigstellung der Kirche bezahlt werden konnten. Ein weiterer Gönner, James Northup –  ein wohlhabender Kartoffelfarmer und früherer Abgeordneter der State Assembly – stellte weitere 1000 Dollar zur Verfügung, sodass die von der Meneely Bell Foundry gegossene Glocke 1892 aufgehängt werden konnte.
Die neue Kirche war viel kleiner als die, welche sie ersetzt hatte, und verfügte über weniger als ein Drittel derer Sitzplätze. Die Bevölkerung des Gebietes war am Zurückgehen, und diese Entwicklung hielt auch zu Beginn des 20. Jahrhunderts an. Es wurde daher nicht notwendig, das Kirchengebäude zu erweitern, wie es bei den Vorgängerbauten erforderlich gewesen war. Die einzigen Veränderungen seitdem sind der Brand des ursprünglichen Pfarrhauses im Jahr 1922 und der Abriss der Schuppen auf der Rückseite im Jahr 1955. Zu dem Zeitpunkt war die Zahl der Gemeindemitglieder bereits so zurückgegangen, dass sich Hartford den Pastor mit einer anderen Pfarrgemeinde teilte.

## Belege und Anmerkungen
1. 1 2 3 4 5 6 7 8 9 10 11 12 13  Joseph Cutshall-King: National Register of Historic Places nomination, Hartford Baptist Church and Cemetery. New York State Office of Parks, Recreation and Historic Preservation, archiviert vom Original am 18. September 2012; abgerufen am 15. April 2010 (englisch).
2. ↑  Der County Seat wurde erst später nach Fort Edward verlegt.
3. ↑  In Argyle, südlich von Hartford, besteht noch heute ein Alkoholverbot. (Memento vom 26. März 2009 im Internet Archive) (PDF, Englisch).

Koordinaten: 43° 21′ 52″ N, 73° 23′ 35″ W